# Ludwik Kaziów
Ludwik Stanisław Kaziów (ur. 25 września 1952 w Żerkowicach) – polski elektromechanik, politolog, samorządowiec, burmistrz Lwówka Śląskiego od 2002 do 2014.

## Życiorys
W latach 1959–1967 uczęszczał do szkoły podstawowej w Lwówku Śląskim, a następnie Zasadniczej Szkole Zawodowej, którą ukończył w 1970, zdobywając zawód elektromechanika.
W tym samym roku podjął pracę w Zakładzie Energetycznym Rejonu Bolesławiec jako monter linii napowietrznych i kablowych. Jednocześnie podjął dalszą edukację w Liceum Ogólnokształcącym dla pracujących w Lwówku Śląskim, zdając tam w 1973 maturę. W latach 1977–1979 był kierownikiem robót elektrycznych w Zakładzie Inwestycji i Budownictwa w Bolesławcu, po czym został elektrykiem-konserwatorem na Farmie Przemysłowego Tuczu Trzody Chlewnej w Zalesiu. W czasie stanu wojennego w Polsce pracował w Spółdzielni „Ceramika Artystyczna” w Bolesławcu. W latach 1972–1990 aktywny działacz PZPR.
W 1984 z rekomendacji KW PZPR w Jeleniej Górze rozpoczął studia politologiczne na Akademii Nauk Społecznych przy KC PZPR w Warszawie, które ukończył cztery lata później magisterium. Znalazł zatrudnienie jako Zastępca Naczelnika Miasta i Gminy Lwówek Śląski.
Po transformacji ustrojowej w 1990 został powołany na stanowisko zastępcy burmistrza, z którego zrezygnował w 1991. W latach 1994–2002 po trzyletnim okresie bezrobocia pracował w Urzędzie Kontroli Skarbowej w Jeleniej Górze.
Do działalności samorządowej powrócił w 1998, zasiadając w radzie powiatu lwóweckiego. W 2002 wziął udział w pierwszych bezpośrednich wyborach na urząd burmistrza rodzinnej gminy (startując z ramienia SLD-UP), wygrywając w II turze głosowania z Marcinem Kuryłą, stosunkiem głosów 70:30%. W 2006 i 2010 ponownie zostawał wybrany na burmistrza, startując jako bezpartyjny z ramienia Wspólnoty Samorządowej Lwówek Śląski. W 2014 ubiegając się o reelekcję, zajął trzecie miejsce. Nie uzyskał również mandatu w sejmiku województwa dolnośląskiego, startując z listy Bezpartyjnych Samorządowców.